# ジブリエル・チャム
ジブリエル・チャム（Djibril Thiam、1986年7月6日 - ）はセネガルの男子バスケットボール選手。ポジションはフォワード。
ダカール出身。Stoneridgeプレップスクールを経てワイオミング大学に進学。2011年に卒業した後はプロ選手となり、2011-12シーズンはドーハのアル・サド、2012-13はABAのノースダラスに所属。2013年7月にはNBAサマーリーグでプレーした。
2013-14シーズンはバーレーンのシトラクラブに所属した後、2014年2月に来日し、bjリーグの富山グラウジーズと契約。背番号は2番。レギュラーシーズン24試合に出場し、1試合平均5.7得点4.1リバウンドを記録。プレイオフにも出場し、シーズン3位に貢献した。
2014年8月、ワールドカップにセネガル代表の一員として出場。